# Huyện của Nhật Bản
Huyện (郡 (Quận) gun) từng là một cấp đơn vị hành chính địa phương chính thức của Nhật Bản thời kỳ 1878-1923, dưới tỉnh (県, ken) và trên hạt (thành phố 市 - thị trấn 町 - làng 村). Năm 1867, cấp huyện được thành lập theo Luật biên chế quận khu đĩnh thôn. Năm 1921, Nhật Bản ban hành Luật bãi bỏ cấp huyện. Đến năm 1923 thì luật này có hiệu lực. Từ đó, huyện chỉ còn là khu vực bưu chính. Đến năm 1926, cả chức vụ huyện trưởng (郡長) và bộ máy chính quyền huyện (郡役所) mới bị bãi bỏ hẳn. Sau năm 1945, huyện giống như một liên hợp các hạt, chứ không có tư cách pháp nhân riêng.

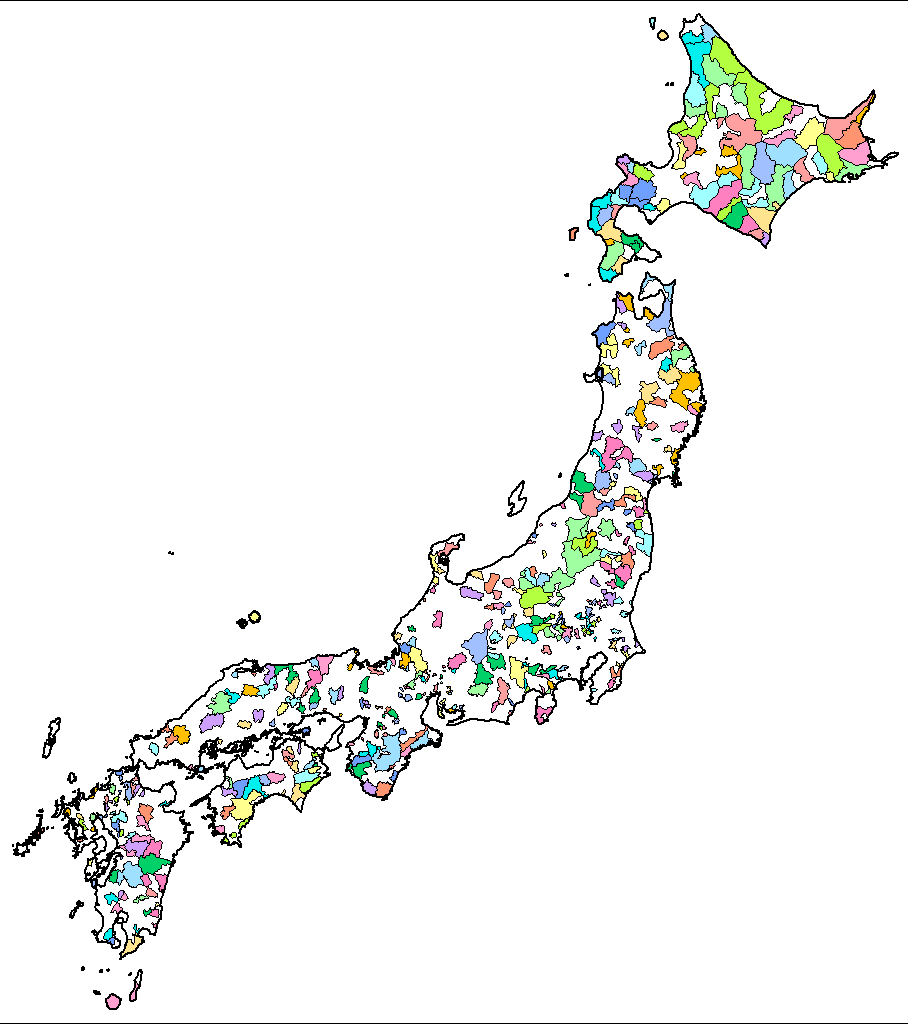
Các huyện của Nhật Bản. Lưu ý rằng đây là những khu vực còn lại của các huyện lớn trước đây, khi các thị trấn sáp nhập vào các thành phố tách ra khỏi các huyện.

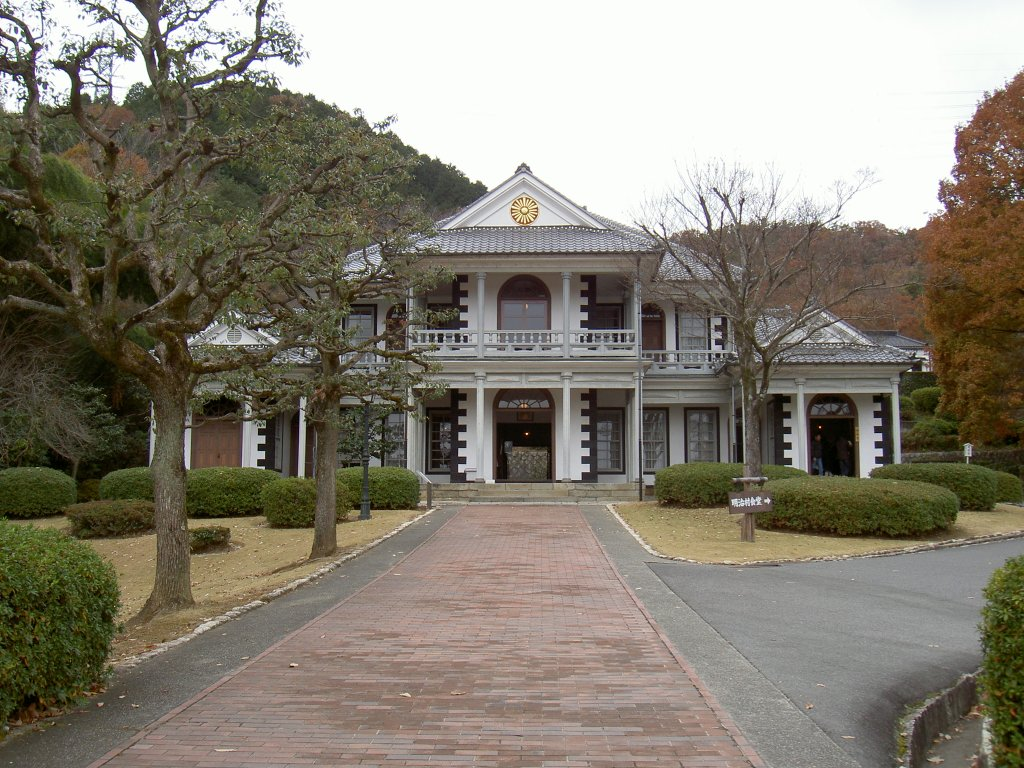
Văn phòng chính quyền huyện cũ của Higashi-Yamanashi ("Đông Yamanashi"), Yamanashi. Tòa nhà đã được xây dựng lại trong bảo tàng "làng Minh Trị" ở tỉnh Aichi.

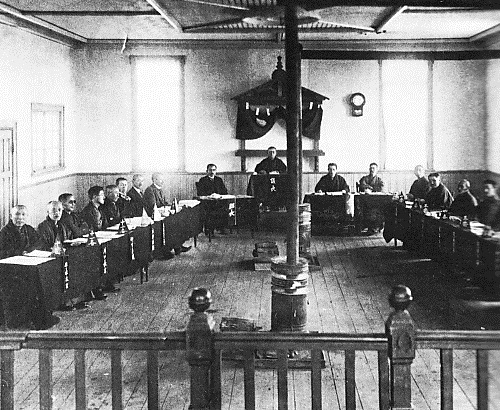
Hội đồng huyện của Kawabe, Akita một thời gian ngắn trước khi bãi bỏ

Tại thời điểm năm 2000, Nhật Bản có 489 huyện.

## Lịch sử
Huyện ban đầu được gọi là kōri và có nguồn gốc cổ xưa ở Nhật Bản. Mặc dù Nihon Shoki nói rằng chúng được thành lập trong Cải cách Taika, kōri ban đầu được viết là 評. Mãi cho đến Bộ luật Taihō, kōri mới được viết là 郡 (bắt chước cách phân chia của Trung Quốc). Theo Bộ luật Taihō, đơn vị hành chính của tỉnh (国 kuni) ở trên huyện và làng (里 hoặc 郷 sato) ở dưới.
Khi quyền lực của chính quyền trung ương suy tàn (và trong một số thời kỳ phục hồi) trong nhiều thế kỷ, các tỉnh và huyện, mặc dù chưa bao giờ chính thức bị bãi bỏ và vẫn kết nối với các vị trí hành chính do triều đình (hoặc bất cứ ai kiểm soát). sự liên quan như các đơn vị hành chính và được thay thế bởi một hệ thống sở hữu phong kiến. Trong thời Edo, các phân khu chính là các thành phố Mạc phủ, được quản lý bởi các quản trị viên đô thị (machi-bugyō), phiên Mạc phủ (bakuryō, thường có nghĩa là bao gồm các tổ chức nhỏ hơn của Hatamoto, v.v.), nắm giữ chính (han/phiên) và cũng có một số lãnh thổ nhỏ như các tổ chức tâm linh (đền / chùa); trong khi phiên Mạc phủ bao gồm các lãnh thổ rộng lớn, tiếp giáp, các phiên thường chỉ bao gồm một lâu đài và thị thành, thường là một lãnh thổ nhỏ ở khu vực xung quanh, nhưng đôi khi còn có một chuỗi các trường hợp bị bao quanh và bao quanh, trong một số trường hợp phân bố trên một số huyện ở vài tỉnh. Vì lý do này, thực tế, chúng không phải là các đơn vị địa lý, và ngoài ra, chế độ phong kiến thời Edo gắn liền với thu nhập danh nghĩa của một lãnh thổ, chứ không phải là lãnh thổ, do đó, Mạc phủ có thể và phân phối lại các lãnh thổ giữa các phiên, biên giới của họ nói chung có thể thay đổi, ngay cả khi ở một số nơi, cổ phần vẫn không thay đổi trong nhiều thế kỷ. Các tỉnh và huyện vẫn là khung tham chiếu địa lý quan trọng nhất trong suốt thời kỳ trung cổ và cận đại cho đến khi khôi phục và xa hơn - ban đầu, các huyện được tạo ra liên tiếp với các bộ phận phong kiến thời Mạc phủ và biên giới của chúng tiếp tục thay đổi qua các vụ sáp nhập, chia tách và chuyển giao lãnh thổ cho đến khi họ đạt được phần lớn tình trạng hiện tại trong những năm 1890.
Các thành phố (-shi), kể từ khi được giới thiệu vào năm 1889, luôn trực thuộc các huyện và độc lập với các huyện. Trước năm 1878, các huyện đã chia nhỏ cả nước chỉ với một vài ngoại lệ (Edo / Tokyo là thủ đô của Mạc phủ và một số nhóm đảo). Năm 1878, các huyện được kích hoạt lại thành các đơn vị hành chính, nhưng các thành phố lớn được tách ra khỏi các quận. Tất cả các quận (lúc đó chỉ có -fu và -ken) - ngoại trừ một số đảo xa - được phân chia liền kề thành các huyện [nông thôn)/ hạt và huyện thị /các thành phố (-ku), tiền thân của shi 1889. Về mặt địa lý, các huyện nông thôn chủ yếu dựa vào các huyện cổ, nhưng ở nhiều nơi chúng được sáp nhập, tách ra hoặc đổi tên, ở một số khu vực, biên giới tỉnh đi qua các huyện cổ và các huyện được tổ chức lại để phù hợp; Các huyện thị tách biệt hoàn toàn với các huyện nông thôn, hầu hết trong số chúng bao phủ một thành phố lớn, nhưng các thành phố lớn nhất và quan trọng nhất, thời kỳ Edo "ba thủ đô" Edo / Tokyo, Kyoto, Osaka bao gồm một số huyện thị. (Điều này chỉ đề cập đến các khu vực thành phố không được tổ chức thành một đơn vị hành chính duy nhất trước năm 1889, không phải là tỉnh Tokyo, Kyoto và Osaka ban đầu được tạo ra vào năm 1868 với tư cách kế thừa của chính quyền thành phố Mạc phủ, nhưng đã sớm được mở rộng sang lãnh thổ nông thôn của Mạc phủ xung quanh và lãnh địa phong kiến và đến năm 1878 cũng có các huyện nông thôn và trong trường hợp của Osaka, một huyện thị / thành phố khác từ năm 1881.)
Chính quyền huyện được thành lập vào năm 1878, nhưng các hội đồng huyện chỉ được thành lập vào năm 1890 với việc giới thiệu mã huyện (gunsei) như một phần của cải cách chính quyền địa phương chịu ảnh hưởng của Phổ năm 1888-90. Từ những năm 1890, chính quyền các huyện được điều hành bởi một hội đồng điều hành tập thể (gun-sanjikai, 郡 参事 会), đứng đầu là huyện trưởng được bổ nhiệm (gunchō) và bao gồm 3 thành viên được bầu bởi hội đồng huyện và một do thống đốc huyện bổ nhiệm. - tương tự như các thành phố (shi-sanjikai, đứng đầu là thị trưởng) và tỉnh (fu- / ken-sanjikai, đứng đầu là thống đốc).
Năm 1921, Hara Takashi, thủ tướng đầu tiên không thuộc phái đầu sỏ (mặc dù thực ra ông sinh ra từ một gia đình samurai thuộc phiên Morioka, nhưng trong sự nghiệp là chính trị gia thường dân tại Hạ viện), đã tìm cách bãi bỏ các huyện được tìm kiếm từ lâu được thông qua - không giống như các hội đồng thành phố và tỉnh vốn là nền tảng ban đầu cho Phong trào Tự do và Nhân quyền trước khi Quốc hội được thành lập và trở thành cơ sở của quyền lực đảng, chính quyền huyện được coi là một thành trì của những người theo Yamagata Aritomo chống tự do và truyền thống Bộ Nội vụ tập trung-quan liêu. Các hội đồng huyện và chính phủ đã bị bãi bỏ một vài năm sau đó.

## Các huyện ngày nay
Cho đến ngày nay, các thị trấn và làng mạc cũng trực thuộc tỉnh; các huyện không còn sở hữu bất kỳ chính quyền hay hội đồng nào kể từ những năm 1920, và do đó cũng không có cơ quan hành chính - mặc dù đã có một sự tái hoạt động ngắn của các huyện trong Chiến tranh Thái Bình Dương dưới hình thức các văn phòng chi nhánh của tỉnh (gọi là chihō jimusho, 地方事務所, "văn phòng/cơ quan địa phương") thường có một huyện trong phạm vi quyền hạn của họ. Tuy nhiên, vì mục đích địa lý và thống kê, các huyện tiếp tục được sử dụng và được cập nhật để sáp nhập thành phố hoặc thay đổi trạng thái: nếu một thị trấn hoặc làng (toàn quốc:> 15.000 vào năm 1889, <1.000 ngày nay) được sáp nhập hoặc thăng cấp thành [theo định nghĩa: thành phố độc lập với huyện (toàn quốc: 39 vào năm 1889, 791 năm 2017), lãnh thổ không còn được tính là một phần của huyện. Theo cách này, nhiều huyện đã bị tuyệt chủng và nhiều khu vực còn tồn tại chỉ chứa một số ít hoặc thường chỉ có một đô thị còn lại vì nhiều thị trấn và làng mạc ngày nay cũng lớn hơn nhiều so với thời Minh Trị. Các huyện được sử dụng chủ yếu trong hệ thống địa chỉ của Nhật Bản và để xác định các khu vực địa lý và bộ sưu tập có liên quan của các thị trấn và làng lân cận.

## Những trường hợp khó hiểu ở Hokkaidō
Bởi vì tên huyện là duy nhất trong một tỉnh và cho đến năm 2008,  ranh giới tỉnh gần đúng với ranh giới tỉnh cũ, hầu hết các tên huyện là duy nhất trong tỉnh của nó.
Tuy nhiên, tỉnh Hokkaidō có rất nhiều với hệ thống tỉnh Ritsuryō, chỉ một vài năm trước khi hệ thống tỉnh ra đời, vì vậy mười một tỉnh của nó bao gồm một số huyện có cùng tên:
- Ba huyện Kamikawa và hai huyện Nakagawa của tỉnh Hokkaidoaidō. Mỗi khu vực tài phán đề cập đến vị trí địa lý của nó dọc theo con sông mà tỉnh cũ và tỉnh mới, lấy tên của nó. "Kamikawa" có nghĩa là thượng lưu của dòng sông; "Nakagawa" có nghĩa là trung lưu.
  - Huyện Kamikawa (tỉnh Ishikari cũ),được quản lý bởi Phó tỉnh Kamikawa
  - Huyện Kamikawa (tỉnh Teshio cũ), được quản lý bởi Phó tỉnh Kamikawa
  - Huyện Kamikawa (tỉnh Tokachi cũ), được quản lý bởi Phó tỉnh Tokachi
  - Huyện Nakagawa (tỉnh Teshio cũ), được quản lý bởi Phó tỉnh Kamikawa
  - Huyện Nakagawa (tỉnh Tokachi cũ), được quản lý bởi Phó tỉnh Tokachi
- Huyện Abuta, huyện Rumoi, huyện Sorachi và huyện Yufutsu tương tự nhau, nhưng mỗi huyện là một huyện duy nhất được phân bổ cho hai phó tỉnh.
  - Huyện Abuta, được quản lý bởi Phó tỉnh Iburi và Phó tỉnh Shiribeshi
  - Huyện Sorachi, được quản lý bởi Phó tỉnh Kamikawa và Phó tỉnh Sorachi
  - Huyện Teshio, được quản lý bởi Phó tỉnh Rumoi và Phó tỉnh Sōya
  - Huyện Yūfutsu, được quản lý bởi Phó tỉnh Iburi và Phó tỉnh Kamikawa